# Miraflores (Maipú)
Miraflores es una estancia ubicada en el partido de Maipú, de la provincia de Buenos Aires. En el año 1820, se firma en este lugar el Pacto de Miraflores entre el gobierno de Martín Rodríguez y los aborígenes de la zona.

## Pacto de Miraflores
Hacia 1820, la situación de la frontera sudoeste era pacífica. En un informe de 1864 del sargento mayor Juan Cornell al ministro de guerra, recordaba que hacia 1820 

la frontera por el Sud había adelantado hasta Kaquel y también las estancias por inmediaciones a la costa del mar desde el Río Salado hasta la Mar Chiquita. Por el norte partiendo desde Chascomús, Ranchos, Montes y demás puntos hasta Mercedes y Melincué se mantenían en sus antiguos puestos. Los establecimientos de estancias en toda esa extensión al frente no habían alcanzado sino hasta el Río Salado. Los indios pampas hacía años que se mantenían en paz situados por la Lobería, Tandil, Chapaleufú, Huesos,14 Tapalqué y Kaquel, viniendo a comerciar hasta esta Capital, alojándose en los corralones destinados a este negocio.

Inmerso en una crisis civil sin precedentes, a principios de 1820 el gobierno buscó un acuerdo con los indígenas de las sierras de Tandil que le permitiese asegurar esa frontera. Cuando las propuestas llegaron a los indígenas, estos decidieron que Francisco Ramos Mejía actuara como su representante en las negociaciones. Con ese objeto Ramos Mejía presentó al gobernador Martín Rodríguez unas "Pautas de convivencia pacífica entre blancos e indios" que serían reconocidas en el posterior Tratado.
Las conversaciones se realizaron en la estancia de Miraflores. El 7 de marzo de 1820, en representación de 16 jefes indígenas pampas, Ramos Mejía firmó con el gobierno de Buenos Aires el Tratado de Paz de Miraflores, que si bien reconocía la situación existente planteaba una relativa reciprocidad en las concesiones. Así, el artículo 4° del texto del tratado reconocía como nueva línea de frontera las tierras ocupadas por los estancieros, pero estos debían permitir a los indígenas el libre paso por sus tierras. El artículo 5° obligaba a los indios a devolver la hacienda robada, pero los blancos debía respetar los bienes de aquellos. Ramos Mejía se negó a suscribir un par de puntos, como el de que el indio debía ajusticiar a los blancos huidos a su territorio.
Fue firmado por Martín Rodríguez con los caciques Ancafilú, Tacumán y Tricnín, quienes había sido autorizados en las tolderías del Arroyo Chapaleufú a representar también a los caciques Carrunaquel, Aunquepán, Saun, Trintri Loncó, Albumé, Lincón, Huletru, Chañas, Calfuyllán, Tretruc, Pichilongo, Cachul y Limay, y por los caciques firmó Francisco Ramos Mejía. 
Pero tras el tratado que debía ratificar la paz existente la situación se deterioró rápidamente en todos los aspectos. Francisco Ramos Mejía ya había sido denunciado como hereje y su afinidad con los indios era considerada sospechosa. Por añadidura, en otros frentes la descomposición política del régimen y la incursión del líder chileno José Miguel Carrera favorecieron nuevas incursiones de las tribus.
Dice Cornell: 

Pero desgraciadamente las turbulencias del año 20 y el mal manejo que se tuvo para tratarlos hizo disgustarlos en tiempo del gobierno del General Rodríguez, y se retiraron de Kaquel donde residían las tribus de Ancafilú, Pichiman, Antonio grande y Landao, que vivían pacíficamente agasajados por Don Francisco Ramos Mejía, que permanecía sin ningún temor en su estancia con toda su familia y sin exageración diré, rodeado de estas indiadas.

- Datos: Q6018019